# 親指トム
親指トム（Tom Thumb）はイギリスの童話と、その主人公の小人の名前である。

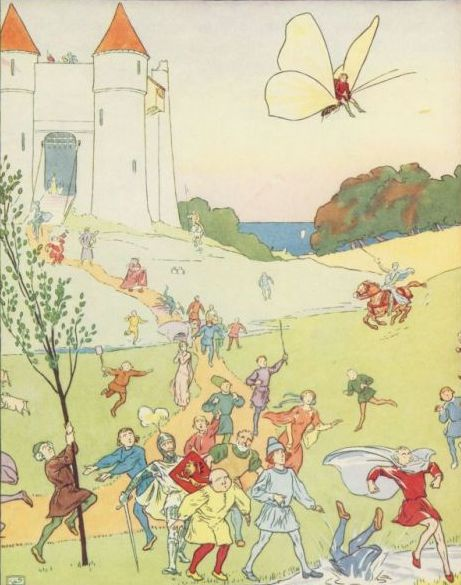
蝶に乗った親指トム

## 概要
アーサー王の宮廷では一人の農夫がその身分にもかかわらず、実直さから相談役の一人となっていた。農夫は善良であり、妻とはつましくも幸せな生活を送っていたものの、ただ一つ満たされない望みがあった。それは子供の存在であり、特に農夫が強く男の子の存在を望んでいたが、長年その望みは満たされることはなかった。そんなある日のこと、夫婦は揃って魔術師マーリンへのもとへ相談に行く。相談の中で、農夫はマーリンに、たとえ「親指ほどの大きさ」でもいいから息子が欲しいと強く願望を話した。マーリンはその願いを叶えるために魔法を使い、それから程なくして、ついに夫婦にあまりにも小さな赤ん坊が生まれる。赤ん坊のトムは、生まれて4分で親指ほどの大きさに成長するとそれ以上大きくなることはなかったが、夫婦は子供の誕生を喜んだ。
この風変わりな子供にいち早く興味を抱いたのは妖精たちだった。特に妖精の女王は産婆となって出産に立ち会うと名付け親にもなり、妖精の衣服と祝福を与えた。その加護は親指トムを生涯助けることになる。トムはその大きさにもかかわらず活発でよく外に飛び出して子供たちと遊びまわっていた。親指トムは友人たちと服のピンを取り合って遊んだが、自分のピンが遊びの結果全部取られてしまうと、トムは相手のポケットに忍び込んで取り返すズルを続けた。しかし、ついに現場を取り押さえられてしまった親指トムは罰としてビンの中に閉じ込められる。窮地に陥ったトムだが、妖精の女王の祝福が親指トムに力を与えた。親指トムは食事も水分も空気も必要としないまま、降参することなくビンから脱出する。また、親指トムにはもう一つの力が授けられており、それは太陽の光に鍋などをひっかけて宙に吊るすというものだった。親指トムは自分を閉じ込めた子供の前でその能力を披露して真似させ、その子供の夕食を台無しにさせるなどの悪戯でささやかな復讐を遂げた。トムはその後も小ささから「プディングに落下して火にかけられる」「アザミごと牛に飲み込まれる」「カラスに咥えられて巨人の家の煙突に落とされ、捕まって飲み込まれる」といった冒険を体験するが、すべて妖精から授かった力と機転で乗り切っている。さらに巨人の腹を脱した後はサケにも飲み込まれる受難に遭遇するが、サケはつり上げられてアーサー王の宮廷で調理されることになり、トムは裂かれたサケの腹から生還した。結果、トムは宮廷の人気者になるといった幸運を享受した。親指トムの物語は、こういったエピソードの連続であり、完結することなく断片的なエピソードが現在に残っている。

## 親指トムを題材にした作品

### 小説
最古の記録は、1621年のリチャード・ジョンソンによる『親指トム一代記』であり、ジョンソンは「昔から伝わっている話をまとめた」と書き出しの部分に記載している。その著作において親指トムの物語は小人の王トワッドルとの勝負に勝ってアーサー王の宮殿に凱旋するところで終わっており、一代記という題名からみると物語は未完となっている。一方、親指トムは17世紀以降も度々おとぎ話や冒険談の題材となり、親指トムの性質の悪い悪戯や、プディングに自分から落下するなどの逸話は削られて、毒グモと決闘したり、ねずみに鞍をつけて騎乗するなどのアレンジが施された物語が浸透した。一方では1974年にまとめられた『古典童話集』（アイオーナとピーター著）においてはジョンソンのつくった原型がそのまま収められており、バージョンごとの違いが明らかになっている。

### 映画
実写による映像化が、何度か行われている。代表的なものとしては、グリム童話版を原作とした、1958年のジョージ・パルの映画がある。
親指トム - tom thumb (1958年 イギリス)
製作・監督ジョージ・パル、脚本ラディスラス・フォダー、出演ラス・タンブリン、ピーター・セラーズ。アカデミー特殊効果賞受賞。
親指トムの奇妙な冒険 - The Secret Adventures of Tom Thumb（1993年 イギリス）
プセの冒険　真紅の魔法靴 - Le Petit Poucet（2001年 フランス）
オリヴィエ・ダアン監督作。シャルル・ペロー原作。
残酷メルヘン　親指トムの冒険 - LE PETIT POUCET（2010年 フランス）
2012年10月6日日本公開。 マリナ・ドゥ・ヴァン監督作。シャルル・ペロー原作の残酷描写もそのままに映像化。

### アニメーション
子供向けの題材として、アニメ化も何度か行われている。1967年に日米合作で作られた001/7親指トムは、ヒーロー的な存在へとアレンジが施されている。

## 類似する童話
親指トムほどの大きさの主人公が活躍する童話は各地にあり、日本では一寸法師が有名である。グリム童話のおやゆびこぞう等ドイツ、インドにも類似の物語は存在する。小ささを利用して活躍した点でも共通している。また、アンデルセン童話にも親指姫が登場し、こちらはその小ささゆえに妖精と結びつく点で親指トムとの共通点が存在する。